# Stefan Kruger
Stefan Kruger (Ciudad del Cabo, 3 de agosto de 1966) es un exjugador profesional surafricano de tenis. Sus éxitos llegaron sobre todo en el apartado de dobles. Durante su carrera, consiguió tres títulos de dobles y acabó finalista en cinco ocasiones. Llegó al número 39 del ránquing mundial de ATP en dobles en 1991.

## Títulos

### Dobles
| Leyenda                |
| Grand Slam (0)         |
| Tennis Masters Cup (0) |
| ATP Masters Series (0) |
| ATP Tour (5)           |

| Resultado | Fecha           | Torneo                        | Superficie | Pareja                | Oponentes en la final            | Puntuación    |
| --------- | --------------- | ----------------------------- | ---------- | --------------------- | -------------------------------- | ------------- |
| Ganador   | Enero de 1989   | Brisbane International        | Dura       | Neil Broad            | Mark Kratzmann Glenn Layendecker | 6–2, 7–6      |
| Derrota   | Julio de 1989   | Newport                       | Hierba     | Neil Broad            | Patrick Galbraith Brian Garrow   | 6–2, 5–7, 3–6 |
| Ganador   | Sep 1990        | Davidoff Swiss Indoors, Suiza | Dura       | Christo van Rensburg  | Neil Broad Gary Muller           | 4–6, 7–6, 6–3 |
| Derrota   | Enero de 1991   | Adelaide, Australia           | Dura       | Wayne Ferreira        | Paul Haarhuis Mark Koevermans    | 6–4, 4–6, 6–4 |
| Derrota   | Abril de 1991   | Singapore                     | Dura       | Christo van Rensburg  | Grant Connell Glenn Michibata    | 4–6, 7–5, 6–7 |
| Derrota   | Octubre de 1992 | Lyon, France                  | Moqueta    | Neil Broad            | Jakob Hlasek Marc Rosset         | 1–6, 3–6      |
| Derrota   | Junio de 1993   | Manchester, England           | Hierba     | Glenn Michibata       | Ken Flach Rick Leach             | 4–6, 1–6      |
| Derrota   | Octubre de 1993 | Lyon, France                  | Moqueta    | John-Laffnie de Jager | Gary Muller Danie Visser         | 3–6, 6–7      |